# 旭 (呼出)
旭（あきら、1969年（昭和44年）1月31日 - ）は、大相撲の幕内呼出である。本名は市川 俊幸（いちかわ としゆき）。神奈川県海老名市出身。大島部屋→友綱部屋→大島部屋所属。血液型はB型。

## 履歴
- 1985年5月場所 - 初土俵。
- 1994年7月場所 - 呼出の番付制導入により、三段目呼出となる。
- 1995年1月場所 - 幕下呼出に昇進。
- 1996年1月場所 - 十両呼出に昇進。
- 2002年9月場所 - 幕内呼出に昇進。